# Спинкс, Кори
Кори Спинкс (англ. Cory Spinks; 20 февраля 1978, Сент-Луис, Миссури, США) — американский боксёр-профессионал, выступавший в 1-й средней весовой категории. Абсолютный чемпион мира в полусредней (версия IBF, 2003—2005; версия WBC, 2003—2005; версия WBA, 2003—2005) и чемпион мира в 1-й средней (версия IBF, 2006—2007, 2009) весовых категориях. Сын Леона Спинкса и племянник Майкла Спинкса.

## Профессиональная карьера
Дебютировал в ноябре 1997 года.
В декабре 1998 года Спинкс проиграл раздельным решением Антонио Диасу.
В апреле 2002 года Спинкс в бою за вакантный титул в полусреднем весе по версии IBF уступил Микеле Пичирилло.
В августе 2002 года Спинкс победил Рафаэля Пинеду.
В марте 2003 года в повторном бою Спинкс победил Пичирилло и стал чемпионом в полусреднем весе.
В декабре 2003 года в бою за звание абсолютного чемпиона мира в полусреднем весе Спинкс решением большинства судей победил Рикардо Майоргу. Решение было спорным.
В апреле 2004 года Спинкс победил Заба Джуду.
В сентябре 2004 года Спинкс победил Мигеля Анхеля Гонсалеса.

### 5 февраля 2005Заб Джуда —Кори Спинкс (2-й бой)
- Место проведения:  Сэвис Центр, Сейнт-Луис, Миссури, США
- Результат: Победа Джуды техническим нокаутом в 9-м раунде в 12-раундовом бою
- Статус: Чемпионский бой за титул WBC в полусреднем весе (3-я защита Спинкса); чемпионский бой за титул WBA в полусреднем весе (3-я защита Спинкса); чемпионский бой за титул IBF в полусреднем весе (4-я защита Спинкса)
- Рефери: Армандо Гарсия
- Счет судей: Джозеф Паскуале (78—74), Гарри Мерритт (79—73), Том Казмарек (77—75) — все в пользу Джуды
- Время: 2:49
- Вес: Джуда 66,20 кг; Спинкс 66,70 кг
- Трансляция: Showtime
- Счёт неофициальных судей: Кэмерон Холлуэй (77—75), Грег Леон (77—75), Людо Саенс (77—75) — все в пользу Джуды

В феврале 2005 года состоялся 2-й бой между Кори Спинксом и Забом Джудой. Ближе к концу 9-го раунда Джуда длинным левым крюком попал в челюсть застоявшегося Спинкса. Спинкс сразу же зашатался. Джуда принялся его добивать, обрушив град ударов. Спинкс упал на канвас. Он поднялся на счет 3. После продолжения боя претендент продолжил атаку. Чемпион начал клинчевать. За 20 секунда до конца раунда Джуда зажал Спинкса в углу, и обратил внимание рефери на беспомощность противника. Рефери велел продолжать бой. Спинкс выбрался из угла, но тут же оказался в другом углу. Джуда провел несколько точных ударов и рефери остановил поединок. Заб Джуда стал новым абсолютным чемпионом в полусреднем весе.

### 2006—2007
В июле 2006 года Спинкс решением большинства победил чемпиона мира в 1-м среднем весе по версии IBF Романа Кармазина.
В феврале 2007 года Спинкс защитил свой титул, победив Родни Джонса. В силу непопулярности Кори Спинкса у американской публики, обусловленной спойлерским стилем боксера, телеканал Showtime, организовавший вечер бокса в рамках, которого проходил этот поединок, отказался транслировать это бой.

### 19 мая 2007Джермен Тейлор —Кори Спинкс
- Место проведения:  ФедЭкс Форум, Мемфис, Теннесси, США
- Результат: Победа Тейлора раздельным решением в 12-раундовом бою
- Статус: Чемпионский бой за титул WBC в среднем весе (4-я защита Тейлора); чемпионский бой за титул WBO в среднем весе (4-я защита Тейлора)
- Рефери: Майк Ортега
- Счет судей: Дик Флахерти (111—117 Спинкс), Майкл Перник (115—113 Тейлор), Гейл Ван Хой (117—111 Тейлор)
- Вес: Тейлор 72,50 кг; Спинкс 72,50 кг
- Трансляция: HBO
- Счёт неофициального судьи: Харольд Ледерман (116—114 Тейлор)

В мае 2007 года Спинкс встретился с чемпионом среднем весе Джерменом Тейлор. В этом бою ожидался нокаут. Но Тейлор с трудом одолел противника раздельным решением судей.

### 2008—2012
Следующий бой Кори Спинкс встретился с чемпионом мира по версии IBF, Верно Филлипсом, и в плотном бою проиграл ему раздельным решением судей. Затем в апреле 2009 года в бою за вакантный титул IBF, победил раздельным решением судей, американца, Деандре Латимора (19-1). В первой защите титула в 2010 году проиграл нокаутом американцу, Корнелиусу Бандрейджу. Затем Спинкс победил по очкам Шакира Ашанти, и в элиминаторе IBF победил по очкам Сейшева Пауэла. В качестве обязательного претендента снова вышел на ринг с Бандрейджем. Спинкс проиграл нокаутом в 7-м раунде.